# Zaščita okraja Novo mesto O
Zaščita okraja Novo mesto O je bila bojna skupina (v moči bataljona), ki je delovala v sestavi Slovenskega domobranstva med drugo svetovno vojno.

## Zgodovina
Bojna skupina je bila ustanovljena februarja 1944 in bila maja istega leta preimenovana v Bataljon O.

## Poveljstvo
Poveljniki
- stotnik Ivan Resman
- major Rudolf Ferenčak
- podpolkovnik Josip Dežman
- major Ladislav Križ
- stotnik Leopold Furlani
- stotnik Miroljub Stamenković

## Sestava
- štab
- 31. četa
- 32. četa
- 33. četa
- 34. četa
- 35. četa
- 36. četa
- 37. četa
- 38. četa
- 39. četa
- 40. četa
- 51. četa
- 52. četa
- 53. četa
- 54. (štabna) četa
- 55. četa
- 56. četa